# Hollandia-Kattenburg
Hollandia-Kattenburg (volledige naam: NV Hollandia-Fabrieken Kattenburg & Co) was een Nederlandse textielproducent uit Amsterdam. Het bedrijf werd in 1909 opgericht door kleermaker Jacob Nathan (Jacques) Kattenburg (1877-1947). Hollandia-Kattenburg was het eerste Nederlandse bedrijf dat waterdichte regenkleding produceerde.
Op 11 november 1942 werden 367 personeelsleden van de Hollandia-Kattenburg bij een razzia opgepakt. Zij werden samen met hun familieleden via kamp Westerbork naar Auschwitz gedeporteerd. Van de 826 gedeporteerde personen overleefden acht personen de oorlog. De razzia was de grootste Nederlandse bedrijfsrazzia.

## Oprichting en beginjaren

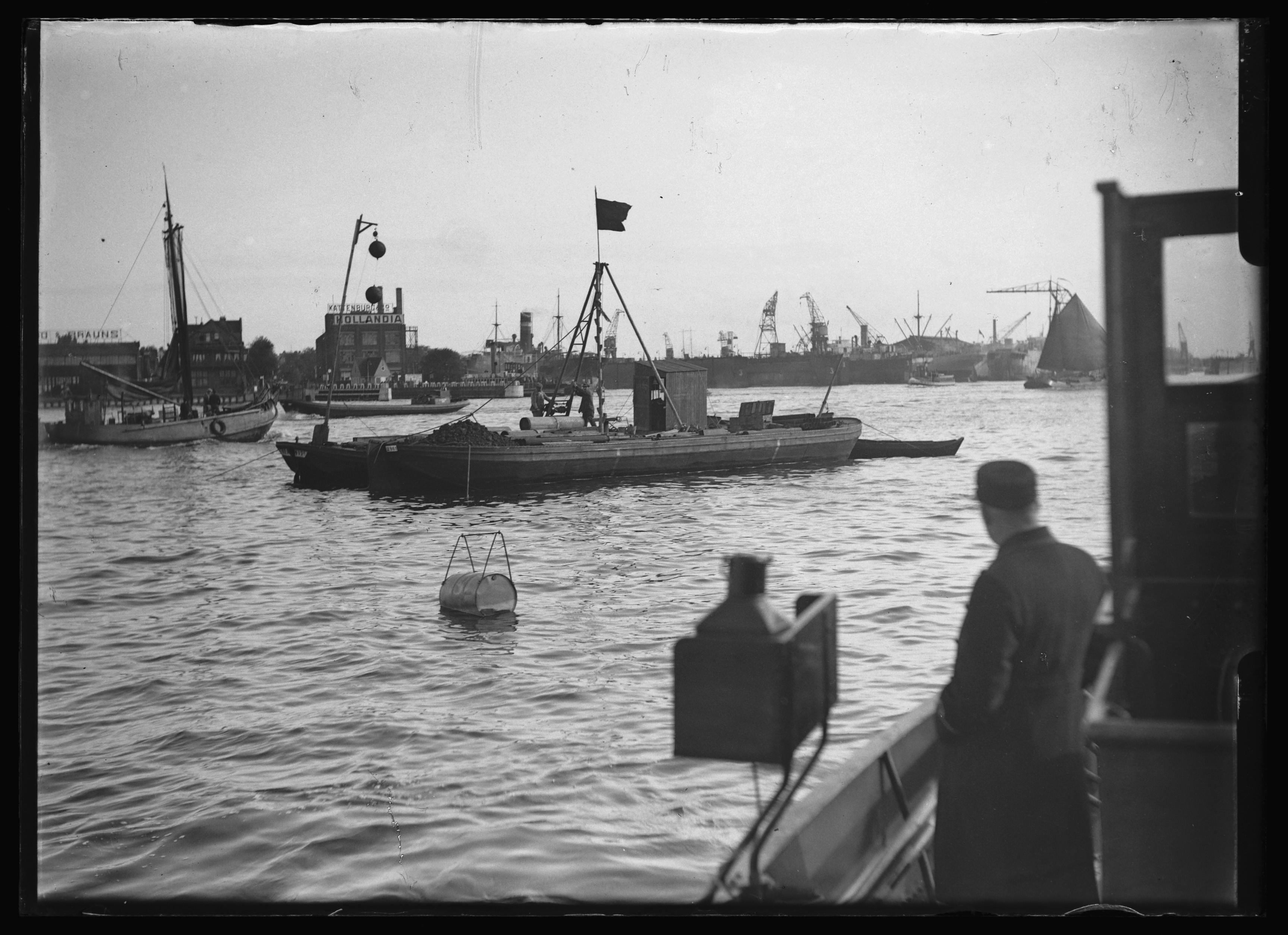
Het IJ met gezicht op Hollandia-Kattenburg

Jacques Kattenburg was afkomstig uit een Haarlemse familie van textielproducenten. Zijn grootvader Levi Abraham Kattenburg richtte in 1856 stoffenhandel en kleermakerij Magazijn Nederland in Haarlem op. Samen met zijn tien zonen ("het elftal van Kattenburg") opende Levi Abraham Kattenburg door heel Nederland kledingwinkels. In de Amsterdamse textielfabriek produceerde Kattenburg onder meer uniformen voor de politie, brandweer, de schutterij, de Kweekschool voor de Zeevaart en de adelborstenschool in Den Helder. Dankzij het bedrijf had de familie goede contacten in Engeland en Frankrijk.
Rond 1900 was Engeland hét productieland van waterdichte regenjassen. In zowel West-Europa als in de tropen was hier belangstelling voor, maar er waren problemen met de Britse pasvorm, ze werden lomp en onflatteus gevonden. Kattenburg importeerde de jassen en liet deze in een atelier aan de Warmoesstraat vermaken. Door de stiksels waren de jassen echter niet meer waterdicht. Jacques Kattenburg reisde in juni 1908 naar Manchester, Engeland om het productieproces van waterdichte regenkleding te bekijken. In 1909 richtte Jacques Kattenburg in het centrum van Amsterdam een textielfabriek op onder de naam Handelsvereniging Hollandia en datzelfde jaar introduceerde Kattenburg de gummiregenjas in Nederland. Vanaf 1910 begon de export naar andere Europese landen. In 1911 werd de naam van het bedrijf veranderd in Hollandia-Kattenburg. Op dat moment had de fabriek 300 werknemers in dienst voor het maken van regenjassen.
Tijdens de Eerste Wereldoorlog ontstond er een tekort aan gummi voor de productie van de regenjassen. De in 1916 gevormde nv Vereenigde Nederlandsche Rubberfabrieken in Doorwerth (waarin de nv Amsterdamsche Rubberfabrieken v.h. Pompe & Co. deelnam) kreeg een aparte afdeling om hierin te voorzien.
Op last van de brandweer moest de productie van de regenjassen verhuizen. Kattenburg bezocht samen met architect Gerrit Langhout jr. Engeland en Schotland om moderne fabrieksgebouwen te bekijken. De keuze als locatie voor de nieuwe fabriek viel op een terrein aan de overkant van het IJ. In december 1915 werd de eerste steen gelegd en in juni 1916 werd de fabriek in Amsterdam-Noord aan de Valkenweg officieel in gebruik genomen. In dat jaar werd de onderneming ook omgezet in een nv. In 1919 werd het gebouw door de groeiende vraag uitgebreid. Het personeelsbestand groeide naar meer dan 900 personeelsleden. Als verwijzing naar de Valkenweg kregen de regenjassen de merknaam Falcon.
In 1927 werd een dochteronderneming in Manchester opgericht onder de naam Kattenburg Ltd.. Door de economische crisis van 1929 beperkte veel landen de import van producten waardoor besloten werd meer te richten op de binnenlandse markt. Enkele jaren later, in 1933, werd met anderen de Hollandsche Gummifabrieken Weesp (gummeeren van stoffen, vervaardiging kunstleder) opgericht naast een volle dochteronderneming, de nv ‘Regenkleedingfabriek Brabant’ te Tilburg die in 1937 fors werd uitgebreid. Vanaf 1936 nam de export naar het buitenland weer toe. Datzelfde jaar bracht Koningin Wilhelmina een bezoek aan de fabriek. In 1938 werd Kattenburg benoemd tot Ridder in de Orde van Oranje Nassau.

## Tweede Wereldoorlog

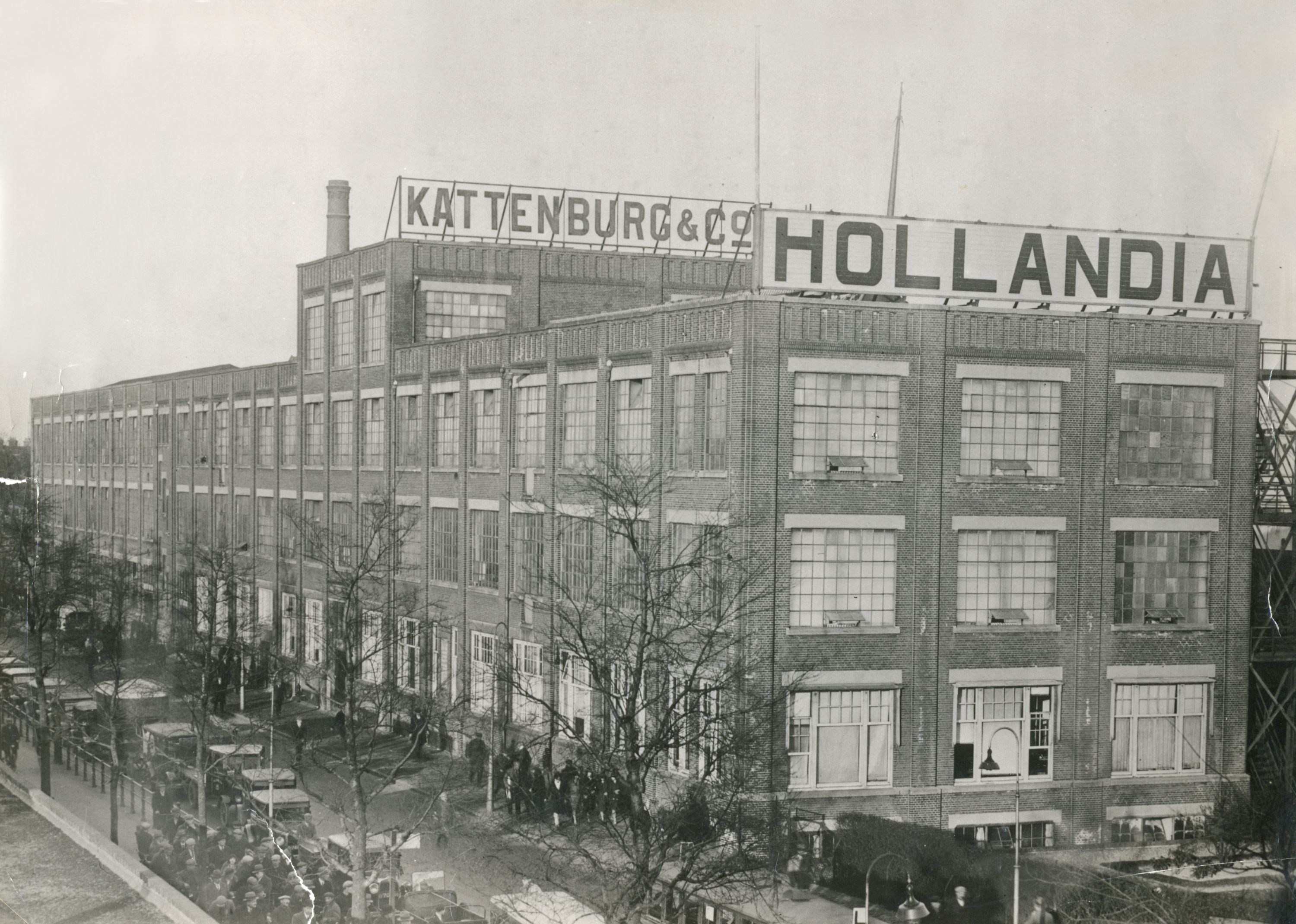
Clandestien gemaakte foto van de razzia bij Hollandia-Kattenburg

In november 1940 traden directeur Kattenburg en de overige directieleden af. Aangezien zij Joods waren, mochten zij het bedrijf niet meer leiden. Ook het merendeel van het personeel was Joods. Het bedrijf werd onder bewind geplaatst van een Verwalter en moest vanaf dat moment uniformen en grondzeilen produceren voor de Wehrmacht. De werknemers van de fabriek waren tijdelijk vrijgesteld van deportatie. Op 25 februari 1941 nam een groot deel van het socialistisch gezinde personeel deel aan de Februaristaking.

### Razzia
Er waren geruchten van sabotage bij de Hollandia-Kattenburg fabriek. Medewerker Sally Dormits werd op 17 oktober 1942 gearresteerd. Dormits was de leider van de Nederlandse Volksmilitie, een verzetsgroep met communistische inslag. Om niemand te verraden, pleegde Dormits zelfmoord in zijn cel. Zijn huis werd doorzocht door de politie en zij troffen daar lijsten van verzetsleden aan. Een van de namen op de lijst was die van oud-collega Martha Korthagen die tot mei 1941 bij Hollandia-Kattenburg had gewerkt. Korthagen werd in de Scheveningse strafgevangenis verhoord en zij gaf aan dat een groep Joodse arbeiders betrokken waren bij sabotagepraktijken in de fabriek.
Op 11 november 1942 vond een razzia plaats in de fabriek en 367 personeelsleden werden door de Grüne Polizei opgepakt en overgebracht naar het hoofdkwartier van de Sicherheitspolizei aan de Euterpestraat. Op het politiebureau werden de communistisch gezinde personeelsleden gescheiden van de anderen. De personen die niet werden geselecteerd werden direct afgevoerd naar kamp Westerbork. Later werden ook hun gezinsleden gearresteerd en afgevoerd. Van de gearresteerde personeelsleden werden 130 personen, aangewezen door Korthagen, afgevoerd naar de strafgevangenis in Scheveningen waar zij mishandeld werden tot zij misdaden bekenden die zij niet hadden gepleegd.
Op maandag 30 november 1942 werden 826 personen, de personeelsleden van de Hollandia-Kattenburg en hun gezinsleden, gedeporteerd naar Auschwitz. Dit transport staat om die reden bekend als het 'Kattenburg-transport'. Acht personen overleefden de oorlog. De zijdeur waardoor de personeelsleden werden afgevoerd werd na de oorlog dichtgemetseld. De foto's van de werknemers zijn verzameld in het 'Boek der tranen'.
Jacques Kattenburg en zijn vrouw werden afgevoerd naar Westerbork. Daar zette Kattenburg een kledingbedrijf op. Hij en zijn vrouw verbleven zo'n twee jaar in Westerbork en keerden in 1945 terug naar Amsterdam.

## Na de Tweede Wereldoorlog
Na de oorlog droeg Kattenburg de leiding van de fabriek over aan zijn zoon. Jacques Kattenburg overleed in 1947. Rond 1950 werd de onderneming uitgebreid met ateliers in Volendam en Grootebroek. De productie toonde een sterk stijgende lijn, midden jaren vijftig telde Hollandia circa 1100 medewerkers. Naast de regenkleding, te verdelen in twee hoofdsoorten, te weten geïmpregneerde regenkleding van gabardine, tweed en katoen onder de merknamen Falcon en Majestic, en gegummeerde regenkleding onder de merknaam Big Ben, vervaardigde Hollandia plastic regenkleding en sinds 1949 ook pantalons en sportcostumes. Vanaf de jaren zestig liepen de winsten terug door concurrentie met lagelonenlanden.
Het bedrijf werd in 1969 overgenomen door Chas Macintosh Confectie. De fabriek werd afgebroken om plaats te maken voor een woonwijk. Door de woonwijk loopt het Hollandia Kattenburgpad, dat herinnert aan de textielfabriek.

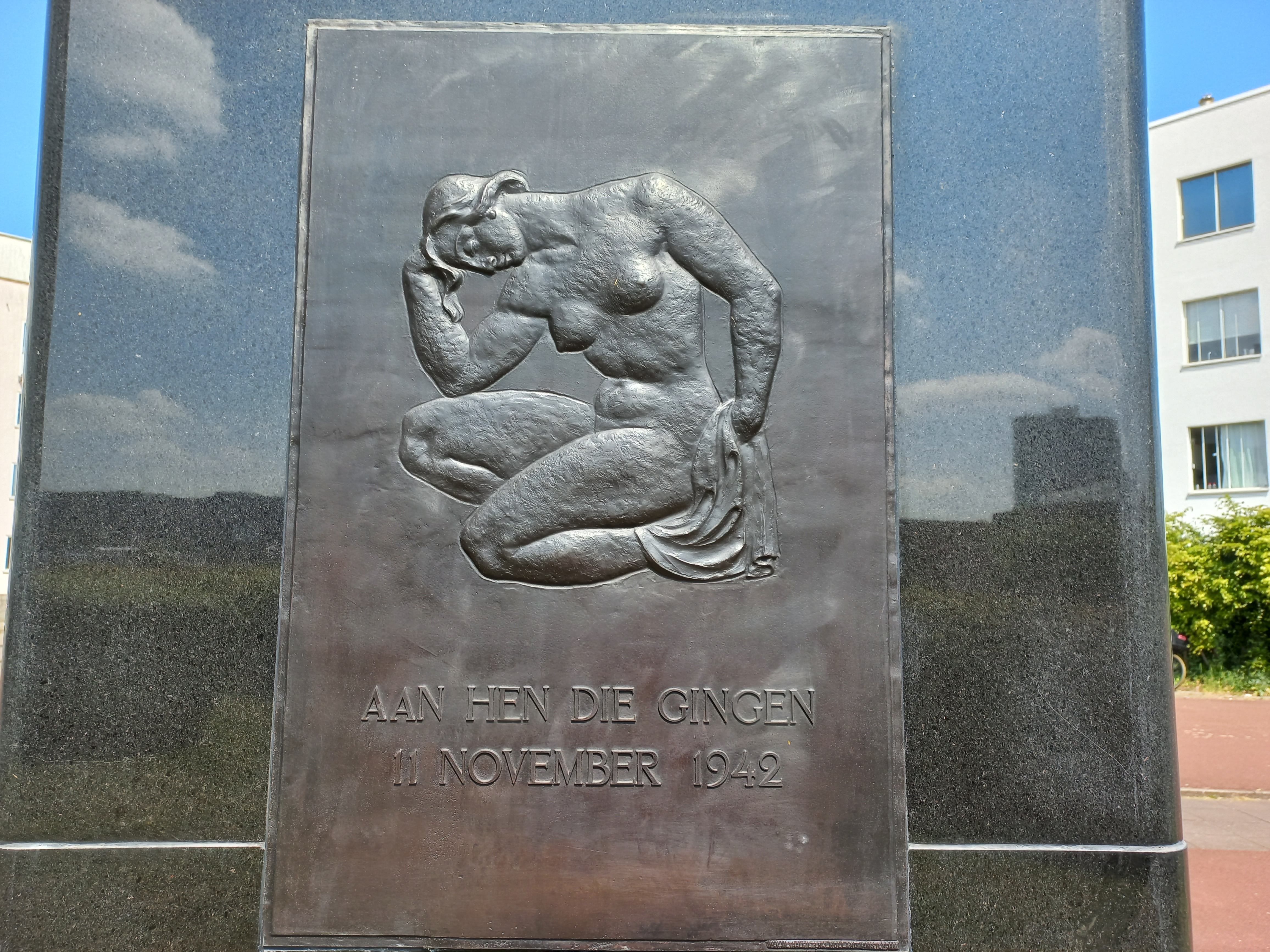
Monument Hollandia-Kattenburg

## Monument Hollandia-Kattenburg
Ter nagedachtenis aan de deportatie van de werknemers van Hollandia-Kattenburg werd een monument opgericht op het IJ-plein. De slachtoffers worden ieder jaar op 11 november herdacht.